# Química cuántica
La química cuántica es una rama de la química teórica donde se aplica la mecánica cuántica y la teoría cuántica de campos. Describe matemáticamente el comportamiento fundamental de la materia a escala molecular. Una aplicación de la química cuántica es el estudio del comportamiento de átomos y moléculas, en cuanto a sus propiedades ópticas, eléctricas, magnéticas y mecánicas, y también su reactividad química, sus propiedades redox, etcétera, pero también se estudian materiales tanto sólidos extendidos como superficies.
El estudio de la química cuántica tiene una fuerte y activa relación con algunos campos científicos como la física molecular, la física atómica y la fisicoquímica, y las contribuciones al respecto provienen tanto de físicos como de químicos. Frecuentemente se considera como el primer cálculo de química cuántica el llevado a cabo por los científicos alemanes Walter Heitler y Fritz London (aunque a Heitler y a London se les suele considerar físicos). El método de Heitler y London fue perfeccionado por los químicos estadounidenses John C. Slater y Linus Pauling, para convertirse en la teoría del enlace de valencia (también llamada teoría Heitler-London-Slater-Pauling (HLSP)). En este método, se presta atención particularmente a las interacciones entre pares de átomos, y por tanto se relaciona mucho con los esquemas clásicos de enlaces entre átomos.
Friedrich Hund y Robert S. Mulliken desarrollaron un método alternativo, la teoría de los orbitales moleculares, en la que los electrones se describían mediante funciones matemáticas deslocalizadas por toda la molécula. El método de Hund-Mulliken (o de orbitales moleculares) es menos intuitivo para los químicos; sin embargo, al haberse comprobado que es más potente a la hora de predecir propiedades que el método de enlace de valencia, es virtualmente el único usado en los últimos años.[cita requerida]

## Historia
Algunos consideran que el nacimiento de la química cuántica comenzó con el descubrimiento de la ecuación de Schrödinger y su aplicación al átomo de hidrógeno en 1926. Sin embargo, el artículo de Walter Heitler (1904-1981) y Fritz London de 1927, suele ser reconocido como el primer hito en la historia de la química cuántica. Se trata de la primera aplicación de la mecánica cuántica a la molécula diatómica de hidrógeno y, por tanto, al fenómeno del enlace químico. Hans Hellmann fue el primero en publicar un libro sobre química cuántica en ruso y en alemán donde consideró las interacciones multipartículas. En los años siguientes realizaron muchos progresos Robert S. Mulliken, Max Born, J. Robert Oppenheimer, Hans Hellmann, Linus Pauling, Erich Hückel, Douglas Hartree, Vladimir Fock, por citar algunos. La historia de la química cuántica pasa también por el descubrimiento en 1838 de los rayos catódicos por Michael Faraday, el planteamiento en 1859 del problema de la radiación del cuerpo negro por Gustav Kirchhoff, la sugerencia en 1877 de Ludwig Boltzmann de que los estados energéticos de un sistema físico podrían ser discretos, y la hipótesis cuántica de Max Planck de 1900 de que cualquier sistema atómico que irradie energía puede dividirse teóricamente en un número de elementos energéticos discretos ε tal que cada uno de estos elementos energéticos es proporcional a la frecuencia ν con la que cada uno de ellos irradia individualmente energía y a un valor numérico llamado constante de Planck. Más tarde, en 1905, para explicar el efecto fotoeléctrico (1839), es decir, que al incidir la luz sobre ciertos materiales puede funcionar para expulsar electrones del material, Albert Einstein postuló, basándose en la hipótesis cuántica de Planck, que la luz en sí está formada por partículas cuánticas individuales, que más tarde pasaron a llamarse fotones (1926). En los años siguientes, esta base teórica comenzó a aplicarse lentamente a la estructura química, la reactividad y los enlaces. Probablemente, la mayor contribución a este campo fue la de Linus Pauling.

## Áreas de interés
Algunos subtemas de interés en la química cuántica son:
- la aproximación de Born-Oppenheimer;
- el método del campo autoconsistente;
- la aproximación de Hartree-Fock;
- la teoría del funcional de la densidad.

## Estructura electrónica
El primer paso para resolver un problema de química cuántica suele ser resolver la ecuación de Schrödinger (o la ecuación de Dirac en química cuántica relativista) con el hamiltoniano molecular electrónico. A esto se le llama determinar la estructura electrónica de la molécula. Puede decirse que la estructura electrónica de una molécula o cristal implica esencialmente sus propiedades químicas. Solo se puede obtener una solución exacta para la ecuación de Schrödinger para el átomo de hidrógeno (aunque se han identificado soluciones exactas para las energías del estado ligado del ion molecular de hidrógeno en términos de la función W de Lambert generalizada). Dado que todos los demás sistemas atómicos o moleculares involucran los movimientos de tres o más "partículas", sus ecuaciones de Schrödinger no se pueden resolver exactamente y, por lo tanto, se deben buscar soluciones aproximadas.

### Enlace de valencia
Aunque la base matemática de la química cuántica había sido establecida por Schrödinger en 1926, generalmente se acepta que el primer cálculo verdadero en química cuántica fue el de los físicos alemanes Walter Heitler y Fritz London sobre la molécula de hidrógeno (H2) en 1927. El método de Heitler y London fue ampliado por el físico teórico estadounidense John C. Slater y el químico teórico estadounidense Linus Pauling para convertirse en el método de enlace de valencia (VB) [o Heitler-London-Slater-Pauling (HLSP)]. En este método, la atención se dedica principalmente a las interacciones por pares entre los átomos y, por lo tanto, este método se correlaciona estrechamente con los dibujos de los enlaces  químicos clásicos. Se enfoca en cómo los orbitales atómicos de un átomo se combinan para dar enlaces químicos individuales cuando se forma una molécula, incorporando los dos conceptos clave de hibridación orbital y resonancia.

### Orbital molecular

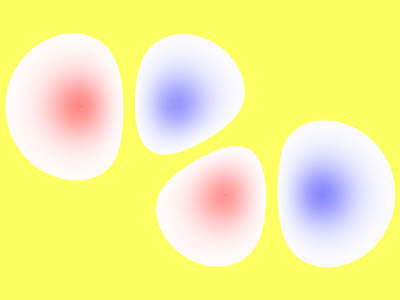
Un orbital molecular antienlazante del Butadieno.

Un enfoque alternativo fue desarrollado en 1929 por Friedrich Hund y Robert S. Mulliken, en el que los electrones se describen mediante funciones matemáticas deslocalizadas en toda una molécula. El enfoque Hund-Mulliken o método de orbitales moleculares (MO) es menos intuitivo para los químicos, pero ha resultado capaz de predecir espectroscópicas mejor que el método VB. Este enfoque es la base conceptual del método Hartree-Fock y de otros métodos post Hartree-Fock.

### Teoría del funcional de la densidad
El modelo de Thomas-Fermi fue desarrollado de forma independiente por Thomas y Fermi en 1927. Este fue el primer intento de describir sistemas de muchos electrones sobre la base de densidad electrónica en lugar de función de ondas, aunque no tuvo mucho éxito en el tratamiento de moléculas enteras. El método proporcionó la base para lo que ahora se conoce como teoría funcional de la densidad (DFT). La DFT moderna utiliza el método de Kohn-Sham, donde el funcional de densidad se divide en cuatro términos; la energía cinética de Kohn-Sham, un potencial externo, energías de intercambio y correlación. Una gran parte del enfoque en el desarrollo de DFT es mejorar los términos de intercambio y correlación. Aunque este método está menos desarrollado que los métodos posteriores a Hartree-Fock, sus requisitos computacionales son significativamente más bajos (la escala normalmente no es peor que n3 con respecto a las funciones de base n, para el funcionales puros) le permiten abordar moléculas poliatómicas e incluso macromoléculas más grandes. Esta asequibilidad computacional y, a menudo, una precisión comparable a la MP2 y CCSD(T) (métodos posteriores a Hartree-Fock) lo ha convertido en uno de los métodos más populares en química computacional.

## Dinámica química
Un paso más puede consistir en resolver la ecuación de Schrödinger con el Hamiltoniano molecular total para estudiar el movimiento de las moléculas. La solución directa de la ecuación de Schrödinger se denomina dinámica molecular cuántica, dentro de la aproximación semiclásica dinámica molecular semiclásica, y dentro del marco de la mecánica clásica dinámica molecular (MD). También son posibles las aproximaciones estadísticas, utilizando, por ejemplo, el método de Montecarlo, y la dinámica cuántica-clásica mixta.

### Dinámica química adiabática
En la dinámica adiabática, las interacciones interatómicas están representadas por escalares potenciales llamados potenciales de energía superficie. Esta es la aproximación Born-Oppenheimer introducida por Born y Oppenheimer en 1927. Las aplicaciones pioneras de ésta en química fueron realizadas por Rice y Ramsperger en 1927 y Kassel en 1928, y generalizadas en la teoría RRKM en 1952 por Marcus que tuvo en cuenta la teoría de estados de transición desarrollada por Eyring en 1935. Estos métodos permiten realizar estimaciones sencillas de las velocidades de reacción unimoleculares a partir de unas pocas características de la superficie potencial.

### Dinámica química no adiabática
La dinámica no adiabática consiste en tomar la interacción entre varias superficies de energía potencial acopladas (correspondientes a diferentes estados cuánticos de la molécula). Los términos de acoplamiento se denominan acoplamientos vibrónicos. El trabajo pionero en este campo fue realizado por Stueckelberg, Landau, y Zener en la década de 1930, en su trabajo sobre lo que ahora se conoce como la transición Landau-Zener. Su fórmula permite calcular la probabilidad de transición entre dos curvas de potencial no adiabático en la vecindad de un cruce evitado. Las reacciones de espín prohibido son un tipo de reacciones no adiabáticas en las que se produce al menos un cambio de estado de espín cuando se pasa de reactante a producto.

## Métodos de cálculo
- Método de Hückel : es el método de aproximación más simple de la teoría de orbitales moleculares. Su aplicación está restringida al tratamiento de sistemas de hidrocarburos planos con enlaces π conjugados como, por ejemplo, etano (etilo), benceno, butadieno, etc. Solo es aplicable al estudio de aquellas propiedades que estén dominadas por los orbitales moleculares π. Asimismo, es la base teórica de la regla de Hückel.
- Método de Hartree-Fock : es una forma aproximada de las ecuaciones de mecánica cuántica para fermiones, utilizada en física y química (donde también se conoce como método de campo autoconsistente). Esto se debe a que sus ecuaciones, basadas en orbitales de una partícula, son más accesibles computacionalmente que los métodos basados en funciones de onda de muchas partículas.
- Método Post-Hartree-Fock
- Método cuántico de Montecarlo
- Métodos cuánticos semiempíricos
- Teoría del funcional de la densidad : es un procedimiento variacional alternativo a la solución de la ecuación de Schrödinger, donde el funcional de la energía electrónica es minimizado con respecto a la densidad electrónica. Es uno de los métodos más utilizados en los cálculos cuánticos de la estructura electrónica de la materia, tanto en la física de la materia condensada como en la química cuántica.

## Químicos cuánticos
La comunidad de científicos que ha hecho grandes aportaciones a la química cuántica incluye a:
- Erich Hückel
- Friedrich Hund
- Wolfgang Ernst Pauli
- Linus Pauling
- John C. Slater